# Triadohealdia
Triadohealdia is een geslacht van uitgestorven kreeftachtigen uit de klasse van de Ostracoda (mosselkreeftjes).

## Soorten
- Triadohealdia alexandri Kristan-Tollmann, 1971 †
- Triadohealdia ascoidea Kristan-Tollmann, 1971 †
- Triadohealdia opisthocopta Kristan-Tollmann, 1971 †
- Triadohealdia orthocopta Kristan-Tollmann, 1971 †
- Triadohealdia pertruncata Kristan-Tollmann, 1987 †
- Triadohealdia sursotracta Kristan-Tollmann, 1973 †
- Triadohealdia tenuistriata Kristan-Tollmann, 1971 †
- Triadohealdia trigonia Kristan-Tollmann, 1973 †
- Triadohealdia ventroplanata Kristan-Tollmann, 1971 †